# Futsal Potenza Calcio a 5
L'Associazione Sportiva Dilettantistica Futsal Potenza Calcio a 5 è una società italiana di Calcio a 5 con sede a Potenza.

## Storia

### Gli inizi
La società nasce nel 2000 con la denominazione Polisportiva Leonessa e numero di matricola 690368. Nel 2006 Salvatore Mecca e Salvatore Colucci rilevano la società che, la stagione successiva, assume la denominazione A.S.D. Me.Co. Potenza C5. L'obiettivo è quello di portare la squadra nel calcio a 5 nazionale: chiude la Serie C1 regionale 2007-2008 al secondo posto vincendo i play-off regionali, ma non riesce a vincere anche quelli nazionali che avrebbero garantito la promozione in Serie B. L'anno successivo conclude il campionato al primo posto a pari punti con la Scanzano, riuscendo a vincere lo spareggio promozione per la Serie B. Nella stessa stagione vince anche la Coppa Italia regionale, fermandosi ai gironi della fase nazionale. 

### I campionati nazionali
La Me.Co. Potenza termina il primo anno in Serie B al dodicesimo posto retrocedendo. Viene tuttavia ripescata e nella stagione successiva vince il proprio girone conquistando la promozione in Serie A2. Esce nella semifinale di Final Eight ai rigori, battuto dalla Reggiana. Il primo anno della Me.Co nella seconda serie nazionale si conclude con un 12º posto in classifica, che vale la salvezza. Nell'estate del 2012 la società cambia ancora denominazione in A.S.D. Futsal Potenza Calcio a 5. Nella stagione seguente raggiunge gli ottavi di finale nella Coppa Italia di Serie A2, avendo terminato il girone d'andata al 4º posto. Chiude il campionato al 6º posto con 34 punti, perdendo 6 a 0 l'ultima partita sul campo del Latina, che riesce a raggiungere il 5º posto e quindi la partecipazione ai play-off proprio a scapito del Potenza. Si aggiudica, così, la terza Serie A2 consecutiva.

### La rifondazione
A seguito della fusione tra A.S.D. Lucania Futsal e A.S.D. Gagliardi Potenza, entrambe reduci dal campionato di Serie C1 2016-17, nell'estate del 2017 viene rifondata la A.S.D. Futsal Potenza Calcio a 5. Salvatore Mancusi viene nominato presidente. Con la guida tecnica affidata a Domenico Giordano, il roster rossoblù può fregiarsi del contributo dei migliori atleti del capoluogo come il portiere Francesco Galasso, Giacinto Cirenza, Antonio Preite, Giuseppe Lioi, Pierfrancesco Trivigno e Gabriele Marchese. Alla fine della stagione sportiva 2017-2018 la squadra si piazza al quarto posto del massimo campionato regionale e con la rosa pressoché invariata si prepara ad affrontare quella successiva.

## Statistiche
Si riportano di seguito le partecipazioni ai campionati della società dalla stagione 2003-04 in poi.
| Livello | Categoria | Partecipazioni | Debutto   | Ultima stagione |
| ------- | --------- | -------------- | --------- | --------------- |
| 2º      | Serie A2  | 3              | 2011-2012 | 2013-2014       |
| 3º      | Serie B   | 5              | 2009-2010 | 2022-2023       |
| 4º      | Serie C1  | 9              | 2003-2004 | 2019-2020       |

## Colori e simboli

### Colori
Come nel calcio a 11, anche i colori sociali e delle divise della squadra di calcio a 5 del capoluogo lucano sono il rosso e il blu.

### Simboli ufficiali
Nello stemma attuale è raffigurato il simbolo della città, il leone rosso-blu.

## Palmarès

### Competizioni nazionali
- Campionato di Serie B : 1
2010-2011 (girone F)